# Cadell ap Rhodri
Cadell ap Rhodri (naît vers 850 - mort en 909) roi de Seisyllwg pendant 31 ans de 878 à 909

## Biographie
Cadell était l'un des six fils guerriers du puissant roi Rhodri le Grand  et de Angharad mentionnés par leur contemporain Asser. Il serait né vers 850. En 877 après la mort de son père et de son frère Gwriard tués par les saxons il reçoit lors du partage du grand patrimoine qui avait été constitué lors des unions précédentes, comme fils aîné le royaume de Ceredigion avec le palais de Dinevwr et la suzeraineté sur ses autres frères.
Allié avec ses frères il ravage les royaumes voisins de Hyfaidd ap Bleddri de Dyfed  et de Eliseg ap Tewdr de Brycheiniog tant et si bien que le roi de ce dernier  doit réclamer l'aide d'Alfred le Grand roi de Wessex. Peu de temps après les fils de Rhodri doivent eux aussi devenir les vassaux d'Alfred.
L'harmonie initiale entre les frères disparait rapidement en 894 Anarawd ap Rhodri roi de Gwynedd allié aux saxons dévaste les territoires de son frère Cadell ses hommes brûlent les maisons et les récoltes au Ceredigion.
Peu après la mort de Rhodri, Cadell avait par ailleurs dépossédé son frère Merfyn ap Rhodri de son royaume de Powys qu'il avait joint à ses possessions. Cependant Merfyn jusqu'à sa mort continuera  à porter le titre de roi de Powys ce qui tend à prouver que cette spoliation n'était pas totale.
En 904/905 Cadell met fin à l'existence du royaume de Dyfed en exécutant successivement ses  deux derniers souverains Llywarch ap Hyffaid et Rhodri ap Hyffaid. Elen la fille de Llywarch deviendra l'épouse Hywel Dda son fils aîné et le Dyfed sera ainsi une des composantes du futur royaume de Deheubarth.
Le règne de Cadell est également marqué par la poursuite des invasions des « Païens Noirs » i.e les Vikings Danois dont les attaques culminent avec la destruction du sanctuaire de  Saint-David en 906.
Trois ans après en 909 Cadell meurt.

## Postérité
Cadell laisse trois fils :
- Hywel ap Cadell roi de Dyfed en 905 ;
- Clydog ap Cadell roi de Seisyllwg ;
- Meurig ap Cadell assassin de son frère Clydog[6].

## Sources
- (en) Mike Ashley, The Mammoth Book of British Kings & Queens, Robinson, Londres, 1998,  (ISBN 1841190969) « Cadell ap Rhodri  » p. 132-134.
- (en) David Walker Medieval Wales Cambridge University Press, Cambridge 1990 réédition 1999  (ISBN 0521311535) p. 235